# Rathaus (Garmisch-Partenkirchen)

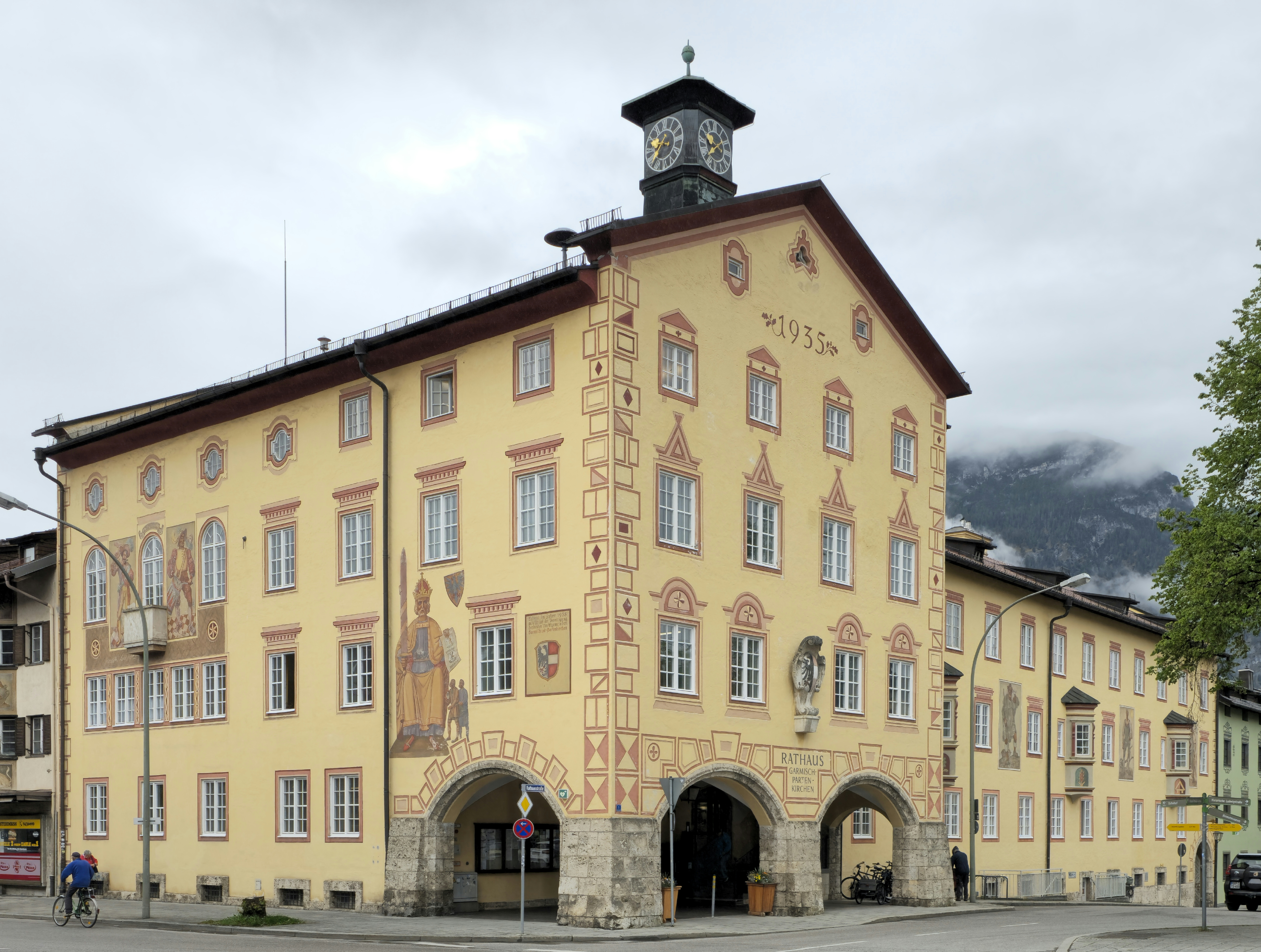
Rathaus in Garmisch-Partenkirchen

Rathaus, Gebäudeflügel an der Reintalstraße

Das Rathaus in Garmisch-Partenkirchen, einer Marktgemeinde im oberbayerischen Landkreis Garmisch-Partenkirchen, wurde 1935 aus Anlass der Vereinigung von Garmisch und Partenkirchen in reduzierten Formen des alpenländischen Heimatstils errichtet; Architekt war Oswald Bieber. Das Rathaus am Rathausplatz 1 ist ein geschütztes Baudenkmal. 
Das Rathaus besteht aus einem drei- bzw. viergeschossigen Giebelbau mit offener Erdgeschosshalle und einem nördlich angeschlossenen dreigeschossigen zwölfachsigen Traufseitbau mit Dreieckerkern. Er wird von einem Dachreiter mit Uhr bekrönt.
Die Fassadenmalereien stammen von Josef Wackerle. 